# 와리스 알루와리아

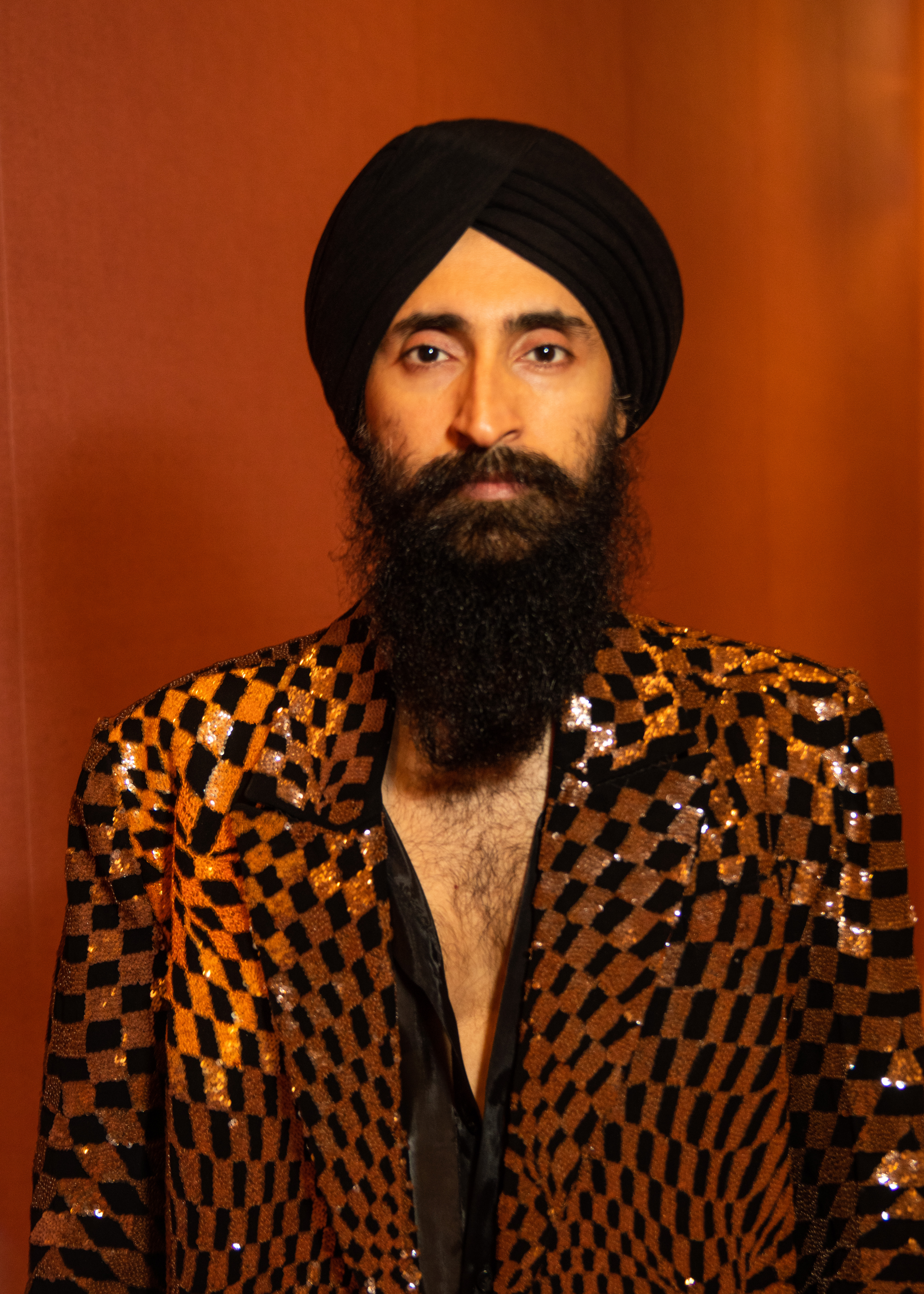
2023년 모습

와리스 알루왈리아(Waris Singh Ahluwalia, 1975년 1월 1일 ~ )는 인도 태생의 미국 디자이너, 배우이다. 본인 디자인 브랜드로 "하우스 오브 와리스"(House of Waris)가 있으며 동명 부티크 지점들을 운영 중이다.
암리차르에서 태어났다.

## 출연 작품

### 영화
- 스티브 지소와의 해저 생활 (2004) - 비크람 레이 역
- 인사이드 맨 (2006) - 비크럼 왈리아 역
- High Falls (2007) - 단편 영화
- 다즐링 주식회사 (2007)
- 아이 엠 러브 (2009)
- Missed Connections (2012)
- 그랜드 부다페스트 호텔 (2014) - M. 디노 역
- Beeba Boys (2015)

### 텔레비전
- 언유주얼즈 (2009)
- 캐리 다이어리 (2013)
- 러시아 인형처럼 (2019, 2022)
- 2050: 벼랑 끝 인류 (2023)